# 吴军 (计算机科学家)
吳軍（1967年4月—），出生於北京，中国自然語言處理專家。

## 生平
1989年畢業於清華大學計算機系和電子工程系，1993年至1996年執教於清華。1996年留學於美國約翰霍普金斯大學，2002年獲霍普金斯大學計算機科學博士學位。
2002年6月至2010年4月，吳軍曾擔任Google研究院（Google Research）的資深研究員，在Google主要的貢獻包括中日韓搜索算法，Google反垃圾邮件的創始人，和中日韓搜索部門的創始人。
吳軍2010年離開Google後，2010年4月至2012年8月擔任騰訊主管搜索的副總裁、約翰霍普金斯大學工學院董事。2012年8月離開騰訊，2012年9月至2014年9月回到Google擔任谷歌主任，工程師兼資深研究員。2014年9月至今擔任丰元资本(Amino Capital)合伙人。2016年9月至今擔任中信出版独立董事。

## 著作
除了在工程和研究上的貢獻，他是書籍《數學之美》《浪潮之巔》《硅谷之謎》《文明之光》《大學之路》和《智能時代》的作者。
2016年與《得到》欄目合作， 開通 《硅谷來信》，每天為讀者更新一封來信，共384封。2017年在得到App，開《谷歌方法論》專欄，主要讲述計算機思維、發明的邏輯、教育與學習、職場和社會四大方面。
2018年出版新书《見識》和《态度》。